# Ilian Perez
Ilian Perez (* um 1985) ist ein US-amerikanischer Badmintonspieler kubanischer Herkunft. 

## Karriere
Ilian Perez siegte für Kuba 2004 und 2006 beim Giraldilla-Turnier sowie 2005 bei der Carebaco-Meisterschaft. In den USA siegte er 2011 bei den nationalen Titelkämpfen. 2011 und 2012 gewann er auch die Boston Open.

## Sportliche Erfolge
| Saison | Veranstaltung          | Disziplin    | Platz | Name                              |
| ------ | ---------------------- | ------------ | ----- | --------------------------------- |
| 2004   | Giraldilla             | Mixed        | 1     | Ilian Perez / Solángel Guzmán     |
| 2005   | Carebaco-Meisterschaft | Herreneinzel | 1     | Ilian Perez                       |
| 2006   | Giraldilla             | Herrendoppel | 1     | Ilian Perez / Lazaro Yonier Jerez |
| 2011   | Boston Open            | Herreneinzel | 1     | Ilian Perez                       |